# 小保内圣子
小保内圣子（日语：／ Obonai Seiko，1940年2月16日—2023年3月6日），日本女子铅球运动员。她曾获得1958年亚洲运动会和1962年亚洲运动会女子铅球金牌。她也参加了1964年夏季奥林匹克运动会。